# Val Verde megye
Val Verde megye az Amerikai Egyesült Államokban, azon belül Texas államban található. Megyeszékhelye és legnagyobb városa Del Rio. Lakosainak száma 47 586 fő (2020. április 1.). Val Verde megye Terrell, Edwards, Sutton, Crockett, Kinney és Jiménez Municipality megyékkel határos.

## Népesség
A megye népességének változása:
| Lakosok száma | 49 002 | 48 867 | 48 693 | 48 623 | 48 988 | 47 586 |
|               | 2010   | 2011   | 2012   | 2013   | 2015   | 2020   |